# Dekanat sigetski
Dekanat  sigetski – jeden z 7 dekanatów katolickich w diecezji mukaczewskiej na Ukrainie.

## Parafie
- Bogdan – Kościół prawosławny Narodzenia Najświętszej Maryi Panny
- Diłowe – Kaplica na cmentarzu św. Benedykta
- Jasinia – Kościół św. Ap. Piotra i Pawła
- Kobyłećka Poljana – Kościół Wniebowzięcia Najświętszej Maryi Panny
- Rachiw – Kościół św. Jana Nepomucena
- Rachiw-Zipsteraj – Kaplica Wniebowzięcia Najświętszej Maryi Panny
- Sołotwyno – Kościół św. Stefana Króla
- Wełykyj Byczkiw – Kościół św. Emeryka